# Pseudotolna eximia
Pseudotolna eximia là một loài bướm đêm trong họ Noctuidae.